# Função Schwinger
Na teoria quântica de campos, as distribuições de Wightman podem ser analiticamente continua a funções analíticas em espaço euclidiano com o domínio restrito ao conjunto ordenado de pontos no espaço euclidiano sem pontos coincidentes. Essas funções são chamadas as funções Schwinger, em homenagem a Julian Schwinger. São funções analíticas, simétricas sob a permutação de argumentos (antisimétrico para campos fermiônicos) euclidianos covariante e satisfazem uma propriedade conhecida como positividade de reflexão.
Escolha qualquer coordenada arbitrária τ e escolha uma função de teste fN em um conjunto com N pontos como seus argumentos.
Suponha que fN tem o seu apoio no subconjunto de tempo-ordenado de N pontos com 0 < τ1 < ... < τN.
Selecione uma fN tal que para cada N positivo, com os f sendo zero para todos os N maiores do que algum número inteiro M.
Dado um ponto x, seja o ponto refletido acerca do hiperplano τ = 0. Então,
{\displaystyle \sum _{m,n}\int d^{d}x_{1}\cdots d^{d}x_{m}\,d^{d}y_{1}\cdots d^{d}y_{n}S_{m+n}(x_{1},\dots ,x_{m},y_{1},\dots ,y_{n})f_{m}({\bar {x}}_{1},\dots ,{\bar {x}}_{m})^{*}f_{n}(y_{1},\dots ,y_{n})\geq 0}
onde * representa a conjugação complexa.
O teorema de Osterwalder-Schrader afirma que as funções Schwinger que satisfazem essas propriedades podem ser analiticamente continuas dentro de uma teoria quântica de campos.
A  integração de funcionais euclidianas satisfaz formalmente a reflexão de positividade. Escolha qualquer polinômio funcional F do campo φ, que não depende do valor de φ(x) para os pontos x cujas coordenadas τ são não positivas.
Então,
{\displaystyle \int {\mathcal {D}}\phi F[\phi (x)]F[\phi ({\bar {x}})]^{*}e^{-S[\phi ]}=\int {\mathcal {D}}\phi _{0}\int _{\phi _{+}(\tau =0)=\phi _{0}}{\mathcal {D}}\phi _{+}F[\phi _{+}]e^{-S_{+}[\phi _{+}]}\int _{\phi _{-}(\tau =0)=\phi _{0}}{\mathcal {D}}\phi _{-}F[{\bar {\phi }}_{-}]^{*}e^{-S_{-}[\phi _{-}]}.}
Uma vez que a ação S é real e pode ser dividida em S+, que só depende de φ no semi-espaço positivo e S− que só depende de φ no semi-espaço negativo e se S também acontece ser invariante sob a ação combinada de tomada de uma reflexão e conjugando complexo todos os campos; então, a quantidade precedente tem de ser não negativa..